# 우왕좌왕
《우왕좌왕》(독일어: Hin und her)은 외된 폰 호르바트가 쓴 희극이다. 두 나라 국경 사이를 흐르는 강 다리 위에서 어느 쪽으로도 갈 수 없는 한 남자, 하블리체크를 보여 준다. 그는 작품 창작 당시 나치를 피해 독일에서 오스트리아로, 다시 헝가리로 도피해야 했던 호르바트를 빼닮았다. 이곳과 저곳의 경계인 다리 위에서 갈 곳을 잃어버린 하블리체크의 호소는 호르바트의 호소처럼 들린다.

## 개요
우왕좌왕은 주인공 하블리체크를 통해 정착할 곳을 잃은 실존에 대한 작가의 개인적인 고민을 보여 준다. 호르바트의 실제 삶과도 밀접하게 연관된 작품이다.
하블리체크는 30년간 잡화점을 운영하며 살아온 나라에서 추방당했다. 자신이 태어난 나라로 돌아가려 하지만 거기서도 입국을 거부당한다. 살아온 나라, 태어난 나라, 어느 곳에도 소속되지 못한 하블리체크는 자포자기 심정으로 양국 경계인 다리 위에서 지내기로 한다. 그러다 우연히 다리 위에서 하룻밤을 보내다 비밀 회담을 위해 정체를 숨기고 국경을 빠져나온 양국 수상과 대면한다. 그의 입국을 거부하던 오른쪽 나라 수상이 이 일로 하블리체크의 사연을 알게 된다. 수상은 퇴임 전 전보를 쳐서 그를 구원한다. 입국을 허가한 것이다.
1934년 취리히 샤우슈필에서 초연할 당시 공연 프로그램에는 이렇게 적혀 있었다.
그(호르바트)는 막 여행 가방을 싸고 있었다. 15년간 외국에서 살아온 그는 이제 가급적 빨리 부다페스트로 떠나야 했다. 헝가리 국적을 잃지 않기 위해서였다. (중략) 아무 데도 갈 수 없어서 다리 위에 서 있어야 하는 남자는 하나의 상징이다. 그는 호르바트 자신이다.